# Ludwik Gumplowicz
Ludwik Gumplowicz (Cracòvia, 9 de març de 1839 - Graz, 20 d'agost de 1909) fou un sociòleg i jurista polonès.
Va estudiar a Cracóvia, però va exercir com a professor a Graz (1875).
Va defensar l'existència de grups humans heterogenis en lluita per la supervivència, problema que exposà a diverses obres (1875, 1879, 1883) sobre les races i les nacionalitats. Va parlar també sobre el dret polític des d'una perspectiva filosòfica (1877), i temes sociològics (1855 i 1899).
Després que li diagnostiquessin càncer es va suïcidar amb la seva dona prenent verí

## Publicacions
- Race und Staat 1875
- Das allgemeine Staatsrecht 1877
- Der Rassenkampf 1883
- Grundriss der Sociologie 1885
- System socyologii 1887
- Das österreichische Staatsrecht 1891
- Geschichte der Staatstheorien, 1905
- Der Rassenkampf, 1909
- Sozialphilosophie im Umriss, (pòstum) 1910